# Малий Гвіздець
Ма́лий Гвізде́ць — село в Україні, у Гвіздецькій селищній громаді Коломийського району Івано-Франківської області. Населення становить 1088 осіб.

## Історія
У 1934—1939 роках село входило до ґміни Ґвоздзєц Място Коломийського повіту, в 1940—1962 роках — до Гвіздецького району.
На 1 січня 1939 року у громаді Гвіздець Малий мешкало 1320 осіб, з них було 1240 українців-греко-католиків, 30 українців-латинників, 25 поляків і 25 євреїв.

## Населення

### Мова
Розподіл населення за рідною мовою за даними перепису 2001 року:
| Мова       | Кількість | Відсоток |
| ---------- | --------- | -------- |
| українська | 1083      | 99.91%   |
| російська  | 1         | 0.09%    |
| Усього     | 1084      | 100%     |

## Церква
Храм Різдва Христового збудований у 1854 році. Настоятель — митр. прот. Петро Фурик. У липні 2016 року перейшла з-під юрисдикції УАПЦ в УПЦ КП.